# Künstlerhaus Hamburg

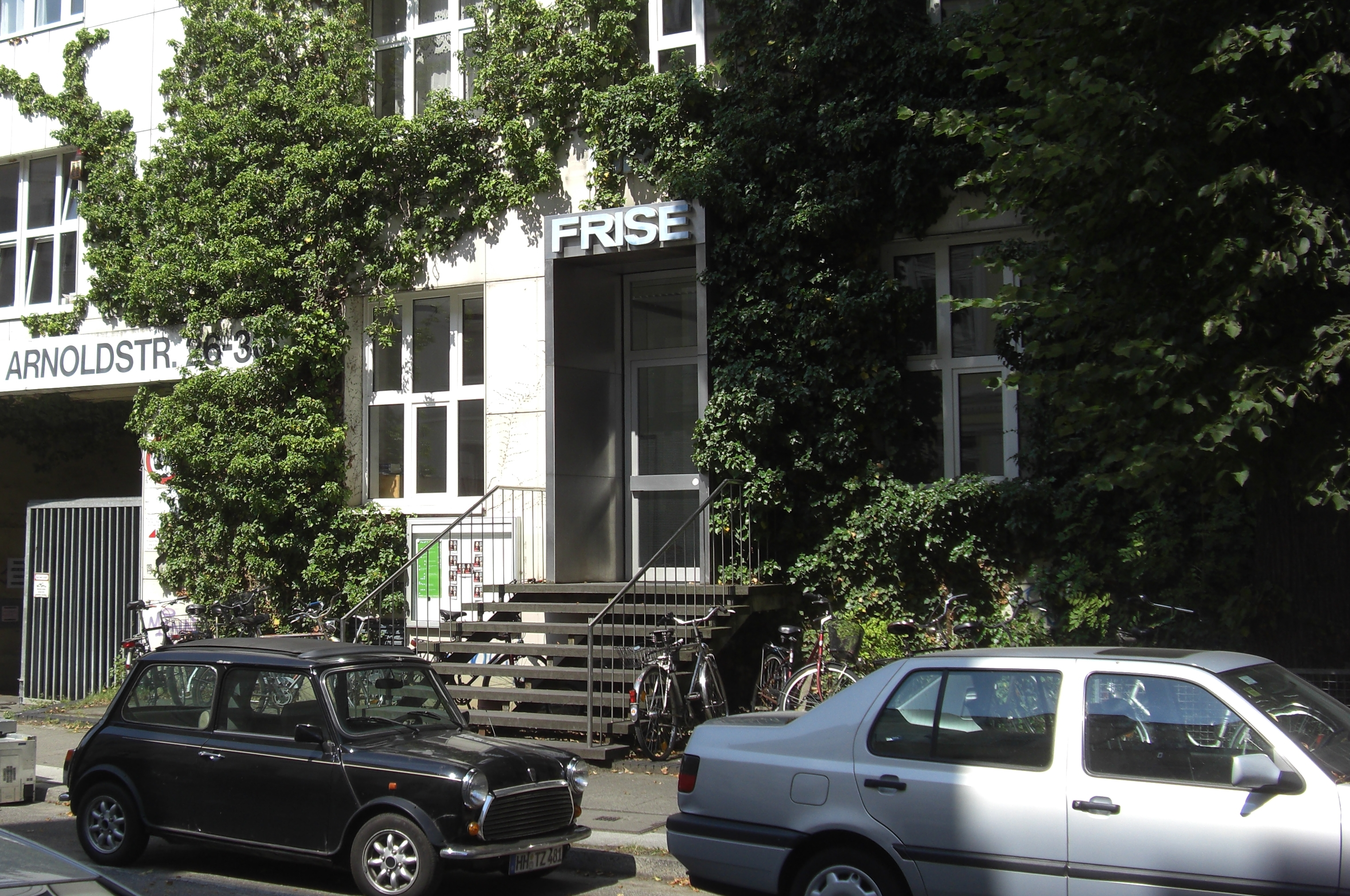
Die „FRISE“ in Hamburg-Ottensen (2009)

Das Künstlerhaus Hamburg wurde 1977 in Hamburg in der Weidenallee gegründet. Das Künstlerhaus mit einem Ausstellungsraum für zeitgenössische Kunst befindet sich seit 2003 in der Arnoldstraße 26.

## Geschichte
Seit Gründung gab es über 250 Ausstellungen nationaler wie internationaler zeitgenössischer Künstler (u. a. Hanne Darboven, Ulrich Rückriem, Richard Long, Martin Kippenberger, Tony Cragg, Albert Oehlen, Markus Oehlen, Harun Farocki, Mariella Mosler, Daniel Richter).
Der Verein Künstlerhaus Hamburg e. V. wurde 1977 von 21 Künstlern gegründet und baute mit seiner Zielsetzung Wohn-, Arbeits-, Austausch- und Ausstellungsmöglichkeiten in einem Gebäude zu schaffen, eines der ersten selbstverwalteten Künstlerhäuser in der Bundesrepublik Deutschland auf.
Die Künstler gestalteten in Eigenleistung ein leer stehendes Industriegebäude im Hamburger Schanzenviertel ihren Bedürfnissen entsprechend um. Es entstanden 21 Wohn/Ateliers, ein Bildhaueratelier und ein Ausstellungsraum im Erdgeschoss.
Im Jahr 2003 verlor der Verein das Gebäude in der Weidenallee da ein Privatinvestor es gekauft hatte, um dort Loftwohnungen im „Szeneviertel Schanze“ anzubieten. Nach intensiver Suche fanden die Künstler erneut ein leerstehendes Gebäude, das ehemalige Friseur-Institut in der Arnoldstraße 26 in Altona/Ottensen.
Die Künstlervereinigung tat sich mit den Film- und Videokünstlern des Abbildungzentrums e. V. zusammen. Erneut wurden 1800 m² von den Künstlern gemeinsam zu einem Atelier- und Ausstellungshaus mit einem Gastatelier für ausländische Künstler umgebaut. Nach dem Motto: Produktion – Austausch – Ausstellung und unter dem neuen Namen FRISE leben und arbeiten seitdem 36 Zeichner, Maler, Bildhauer, Foto- und Videokünstler in diesem Gebäude.
Produktion, Austausch, Ausstellung – die Gründungsmotive des Künstlerhauses gelten heute wie damals. In Einzel- und Gruppenateliers arbeiten ca. 40 Künstler aus unterschiedlichen Bereichen der medialen und konzeptuellen Auseinandersetzung in direkter Nachbarschaft. Der Austausch geschieht nicht nur untereinander, sondern mit Gästen, mit Kunsteinrichtungen in Stadt und Land – und weltweit, mit Partnern u. a. in Frankreich, Japan, Finnland, USA, Türkei, Italien. Das Gastatelier beherbergt Kunstschaffende aus dem In- und Ausland. Im Erdgeschoss werden in wechselnden Programmen Ausstellungen gezeigt, die meist von einem Vortrags- und Filmprogramm begleitet werden.